# Elsker, elsker ikke (film fra 2021)
|  | Denne artikel er oprettet af botten Steenthbot ud fra en ekstern database. Den kan derfor have sproglige fejl eller mangler. Denne skabelon kan fjernes efter kontrol af indholdet. |

 For alternative betydninger, se Elsker, elsker ikke. (Se også artikler, som begynder med Elsker, elsker ikke)
Elsker, elsker ikke er en dansk dokumentarfilm fra 2021 instrueret af Kathrine Skibsted, Andrine Moland og Caroline Mathilde Salic.

## Handling
Et intimt indblik i 20 unge personers kærlighedsliv. Gennem sårbare samtaler om deres personlige erfaringer fortæller de en moderne, poetisk og realistisk historie om kærlighed i 2021.